# Priemjer Ligasy (2009)
Sezon (2009) był 18. sezonem o mistrzostwo Kazachstanu w piłce nożnej. Liga liczyła 14 zespołów. Rozgrywki rozpoczęły się 7 marca, a zakończyły się 2 listopada. Tytuł obroniła drużyna FK Aktöbe. Tytuł króla strzelców zdobyli Murat Tleszew (FK Aktöbe) i Wladimir Baýramow (Toboł Kustanaj), którzy strzelili po 18 goli.
Zespół FK Ałmaty w grudniu 2008 zrezygnował z udziału w następnych rozgrywkach. Dzięki temu drużyna FK Atyrau uniknęła spadku. Równocześnie zespoły FK Ałmaty i Megasport Ałmaty połączyły się i przeniosły swoją siedzibę do stolicy kraju, Astany. Nowo utworzony klub nazywał się Łokomotiw Astana. Łokomotiw Astana miał zająć także miejsce zespołu FK Ałmaty w Lidze Europejskiej. Jednak drużyna Łokomotiw Astana nie otrzymała licencji UEFA na uczestnictwo w Lidze Europejskiej z powodu prawnych trudności przy tworzeniu nowego klubu. Zatem potencjalnymi kandydatami na udział w Lidze Europejskiej stały się zespoły Kajsar Kyzyłorda, Żetysu Tałdykorgan, Szachtior Karaganda i Okżetpes Kokczetaw. Kajsar Kyzyłorda i Szachtior Karaganda także nie mogły liczyć na licencję UEFA, a Żetisu Tałdykorgan mogłaby zrezygnować z tych rozgrywek z powodów finansowych. Trzecim przedstawicielem Kazachstanu w Lidze Europejskiej został więc zespół Okżetpes Kokczetaw.
2 października 2008 KFF podejmował decyzję w sprawie zespołów Szachtior Karaganda i Wostok Öskemen w sprawie ustawiania meczów przez te kluby. Szachtior Karaganda został ukarany 9 pkt ujemnymi, a Wostok Öskemen został wykluczony z rozgrywek. Wszystkie mecze z udziałem zespołu Wostok Öskemen zostały anulowane.
Kajrat Ałmaty został ukarany 3 pkt ujemnymi za niespłacanie długów w terminie.
20 stycznia 2009 Kajrat Ałmaty wysłał list do KFF, w którym dobrowolnie rezygnuje z udziału w rozgrywkach Priemjer-Ligi w 2009.
Zespół FK Astana został ukarany 3 pkt ujemymi. za niespłacenie transferów z klubów Okżetpes Kokczetaw i FK Ałmaty. 20 stycznia 2009 drużyna FK Astana zrezygnowała z udziału w rozgrywkach Priemjer-Ligi w 2009 z powodu niespłaconego długu.
16 listopada 2008 KFF zdecydował o nie zmienianiu formatu rozgrywek w sezonie 2009, co oznaczało, że będzie występować 16 zespołów. Jednak później z powodu połączeń lub rezygnacji niektórych klubów zdecydowano się cofnąć degradację dla zespołów Jesil-Bogatyr Petropawł (z powodu wysokiego dorobku punktowego) i Wostok Öskemen (z powodu znaczącego wkładu w rozwój piłki nożnej w zachodnich regionach Kazachstanu). Jednak mimo tych zabiegów liga w sezonie 2009 liczyła 14 drużyn.

## Tabela końcowa
| Lp. | Drużyna                 | M  | Z  | R | P  | Bramki | Bramki | Różn. | Pkt | Uwagi                                        |
| --- | ----------------------- | -- | -- | - | -- | ------ | ------ | ----- | --- | -------------------------------------------- |
| 1   | Aktöbe FK (M)           | 26 | 21 | 2 | 3  | 65     | 19     | +46   | 65  | Liga Mistrzów UEFA • II runda kwalifikacyjna |
| 2   | Łokomotiw Astana5       | 26 | 20 | 0 | 6  | 54     | 24     | +30   | 60  |                                              |
| 3   | Szachtior Karaganda     | 26 | 18 | 3 | 5  | 50     | 18     | +32   | 57  | Liga Europy UEFA • I runda kwalifikacyjna    |
| 4   | Toboł Kustanaj          | 26 | 14 | 9 | 3  | 54     | 23     | +31   | 51  | Liga Europy UEFA • I runda kwalifikacyjna    |
| 5   | Żetisu Tałdykorgan      | 26 | 13 | 5 | 8  | 33     | 26     | +7    | 44  |                                              |
| 6   | FK Atyrau               | 26 | 11 | 7 | 8  | 37     | 29     | +8    | 40  | Liga Europy UEFA • II runda kwalifikacyjna1  |
| 7   | Ordabasy Szymkent       | 26 | 10 | 6 | 10 | 33     | 30     | +3    | 36  |                                              |
| 8   | FK Taraz                | 26 | 9  | 6 | 11 | 37     | 36     | +1    | 33  |                                              |
| 9   | Irtysz Pawłodar         | 26 | 8  | 5 | 13 | 24     | 31     | −7    | 29  |                                              |
| 10  | Wostok Öskemen2 (S)     | 26 | 7  | 5 | 14 | 32     | 56     | −24   | 23  | Spadek do 4                                  |
| 11  | Okżetpes Kokczetaw      | 26 | 6  | 4 | 16 | 22     | 48     | −26   | 22  |                                              |
| 12  | Kazakmys Sätbajew2 (S)  | 26 | 7  | 3 | 16 | 32     | 61     | −29   | 21  | Spadek do                                    |
| 13  | Kajsar Kyzyłorda (S)    | 26 | 3  | 5 | 18 | 15     | 45     | −30   | 14  | Spadek do                                    |
| 14  | Kyzyłżar Petropawł3 (S) | 26 | 3  | 4 | 19 | 14     | 56     | −42   | 6   | Spadek do                                    |

## Baraż o awans/utrzymanie
8 listopada 2009, Ałmaty:

Okżetpes Kokczetaw – Akżajyk Orał 2-3
Zespół Akżajyk Orał awansował do Priemjer-Ligi.

## Najlepsi strzelcy
Źródło: Kazachski Związek Piłki Nożnej
|    | Narodowość   | Piłkarz              | Klub                               | Gole |
| -- | ------------ | -------------------- | ---------------------------------- | ---- |
| 1  | Turkmenistan | Wladimir Baýramow    | Toboł Kustanaj                     | 18   |
| –  | Kazachstan   | Murat Tyleszew       | FK Aktöbe                          | 18   |
| 3  | Serbia       | Danilo Belić         | Żetysu Tałdykorgan                 | 13   |
| 4  | Rosja        | Andriej Tichonow     | Łokomotiw Astana                   | 12   |
| 5  | Kazachstan   | Siergiej Kostiuk     | Szachtior Karaganda                | 11   |
| 6  | Kazachstan   | Gejsar Alekperzade   | Toboł Kustanaj / Kazakmys Sätbajew | 10   |
| –  | Serbia       | Ivan Perić           | Szachtior Karaganda                | 10   |
| 8  | Białoruś     | Dmitrij Parchaczew   | Ordabasy Szymkent                  | 9    |
| –  | Rosja        | Denis Zubko          | FK Atyrau                          | 9    |
| 10 | Rosja        | Konstantin Gołowskoj | FK Aktöbe                          | 8    |
| –  | Tunezja      | Toafik Salhi         | Wostok Öskemen                     | 8    |
| –  | Kazachstan   | Nurboł Żumaskalijew  | Toboł Kustanaj                     | 8    |